# هواپیماچه چشم‌سیاه
هواپیماچه چشم‌سیاه (نام علمی: Pantoporia venilia) نام یک گونه از سرده پروانه‌های لشکری است.